# Asimina
Asimina là chi thực vật có hoa trong họ Annonaceae.

## Các loài
Danh sách loài và loài lai ghép dưới đây lấy theo Plants of the World Online:
- Asimina angustifolia Raf., 1840 (đồng nghĩa: Asimina spatulata): Từ Alabama đến Florida.
- Asimina incana (W.Bartram) Exell, 1927: Từ Georgia đến bắc Florida.
- Asimina manasota DeLaney, 2010: Có tại Manatee, Florida.
- Asimina obovata (Willd.) Nash, 1896: Florida.
- Asimina parviflora (Michx.) Dunal, 1817: Từ đông nam Hoa Kỳ về phía tây đến Texas.
- Asimina pygmaea (W.Bartram) Dunal, 1817: Từ Georgia đến bắc Florida.
- Asimina reticulata Shuttlew. ex Chapm., 1860: Trung và nam Florida.
- Asimina tetramera Small, 1926: Đông nam Florida.
- Asimina triloba (L.) Dunal, 1817: Từ đông nam Canada đến trung và đông Hoa Kỳ.

### Loài lai ghép
- Asimina × bethanyensis DeLaney, 2011 = A. manasota × A. reticulata: Florida.
- Asimina × colorata DeLaney, 2011 = A. pygmaea × A. obovata: Florida.
- Asimina × kralii DeLaney, 2011 = A. incana × A. pygmaea: Florida.
- Asimina × nashii Kral, 1960: Florida.
- Asimina × oboreticulata DeLaney, 2011 = A. reticulata × A. obovata: Florida.
- Asimina × peninsularis DeLaney, 2011 = A. parviflora × A. reticulata: Florida.
- Asimina × piedmontana C.N.Horn, 2016 = A. parviflora × A. triloba: Nam Carolina.

## Hình ảnh

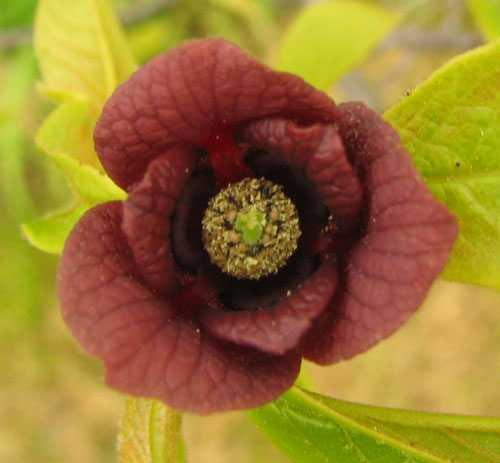
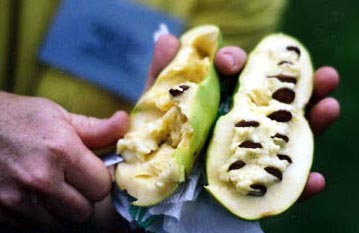
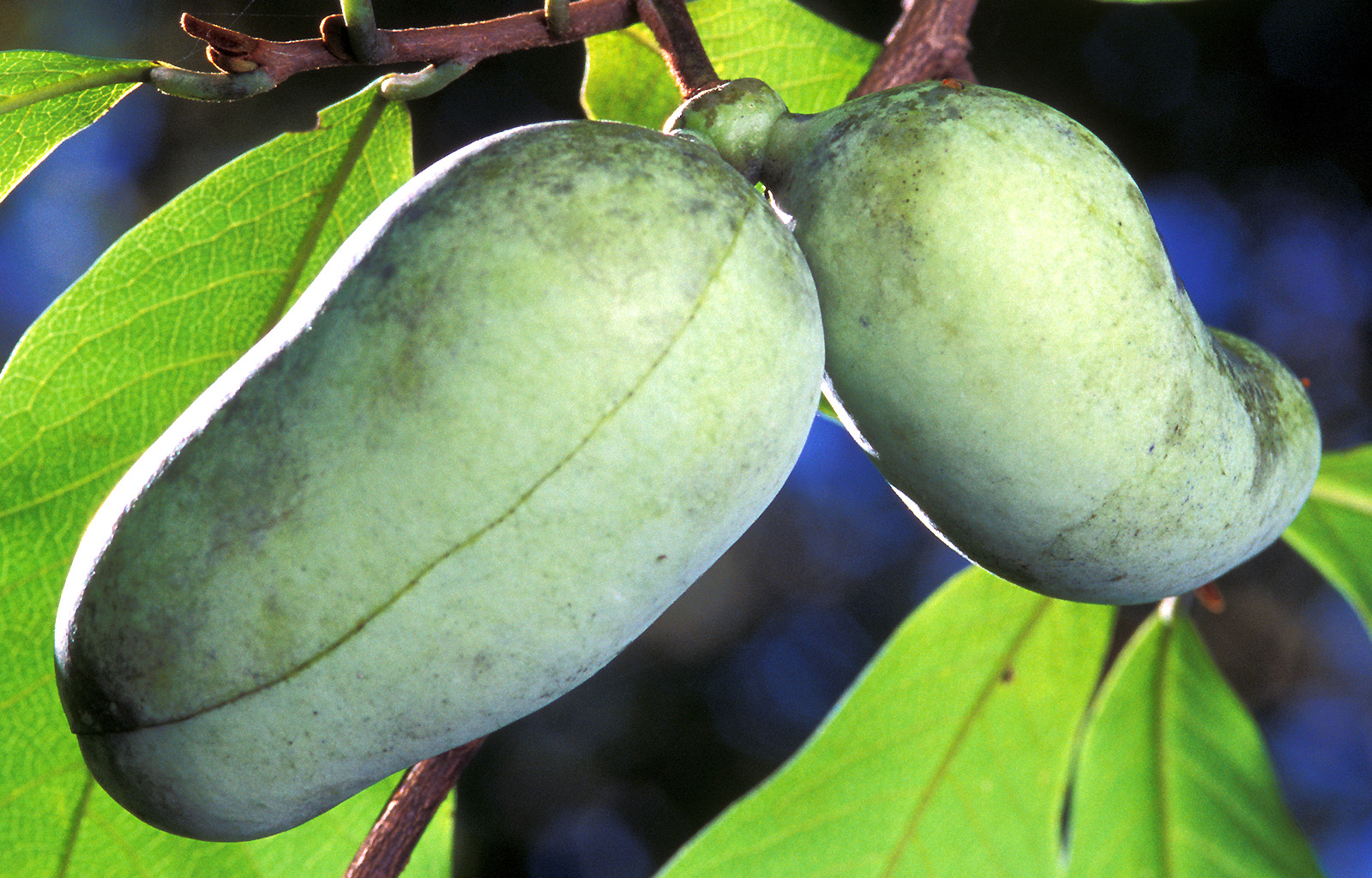
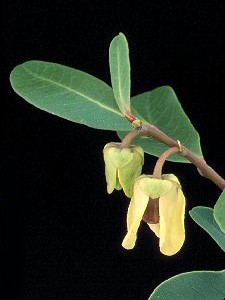